# Juegos Panamericanos Junior
Los Juegos Panamericanos Junior, también conocido como Juegos Panamericanos Juveniles o Juegos Panamericanos de la Juventud, son un evento multideportivo cuatrienal en el que participan atletas juveniles de todo América. Los Juegos son organizados por la Organización Deportiva Panamericana. Este evento, inspirado en los Juegos Olímpicos de la Juventud, es exclusivo para atletas menores de 21 años, con menores requerimientos en infraestructura y costo que los Juegos Panamericanos.
Los últimos juegos se realizaron en Cali-Valle, Colombia del 25 de noviembre al 5 de diciembre de 2021 y los próximos juegos se están realizando en Asunción, Paraguay en el 2025.

## Historia
El 16 de enero de 2019 la ODEPA anunció la creación de los Juegos Panamericanos Junior.
Para la primera edición de los juegos, la ODEPA aceptó ciudades candidatas hasta el 31 de enero del mismo año. Cali, Colombia; Santa Ana, El Salvador; y Monterrey, México fueron aceptadas como ciudades candidatas. Cali fue elegida como ciudad sede en el Comité Ejecutivo en San José, Costa Rica el 27 de marzo de 2019.
En noviembre del 2022, la ODEPA eligió a Asunción, Paraguay como sede de los II Juegos Panamericanos Junior a realizarse en agosto del 2025. Asunción recibió 32 de 48 votos, mientras que Santa Marta, Colombia recibió los 16 votos restantes.

## Ediciones
| Edición | Año  | Ciudad anfitriona | País local | Inaugurado por           | Fecha de inicio | Fecha de finalización | Naciones | Atletas | Deportes | Eventos | País ganador | Ref.  |
| ------- | ---- | ----------------- | ---------- | ------------------------ | --------------- | --------------------- | -------- | ------- | -------- | ------- | ------------ | ----- |
| I       | 2021 | Cali-Valle        | Colombia   | Presidente Iván Duque    | 25 de noviembre | 5 de diciembre        | 41       | 2.540   | 28       | 302     | Brasil       | [ 8 ] |
| II      | 2025 | Asunción          | Paraguay   | Presidente Santiago Peña | 9 de agosto     | 23 de agosto          | 41       | 4.200   | 28       | 302     | ?            | [ 9 ] |

## Deportes
En la primera edición de los juegos se disputaron un total de 28 deportes, abarcando un total de 40 disciplinas. Después de haber sido incluidos originalmente, el baloncesto (5x5), el BMX estilo libre y el hockey sobre césped no fueron incluidos en la lista final. Otros eventos y disciplinas olímpicas que aún no se han disputado incluyen la natación en aguas abiertas, el waterpolo, el canotaje en eslalon, la equitación, el fútbol y el rugby siete.
| Deporte                | Año           |
| ---------------------- | ------------- |
| Atletismo              | Desde el 2021 |
| Bádminton              | Desde el 2021 |
| Baloncesto 3x3         | Desde el 2021 |
| Balonmano              | Desde el 2021 |
| Béisbol                | Desde el 2021 |
| Bolos                  | Desde el 2021 |
| Boxeo                  | Desde el 2021 |
| Canotaje de velocidad  | Desde el 2021 |
| Ciclismo               | Desde el 2021 |
| Clavados               | Desde el 2021 |
| Esgrima                | Desde el 2021 |
| Gimnasia               | Desde el 2021 |
| Judo                   | Desde el 2021 |
| Karate                 | Desde el 2021 |
| Levantamiento de pesas | Desde el 2021 |
| Lucha                  | Desde el 2021 |

| Deporte            | Año           |
| ------------------ | ------------- |
| Natación           | Desde el 2021 |
| Natación artística | Desde el 2021 |
| Patinaje           | Desde el 2021 |
| Pentatlón moderno  | Desde el 2021 |
| Remo               | Desde el 2021 |
| Sóftbol            | Desde el 2021 |
| Squash             | Desde el 2021 |
| Taekwondo          | Desde el 2021 |
| Tenis              | Desde el 2021 |
| Tenis de mesa      | Desde el 2021 |
| Tiro con arco      | Desde el 2021 |
| Tiro deportivo     | Desde el 2021 |
| Triatlón           | Desde el 2021 |
| Vela               | Desde el 2021 |
| Voleibol           | Desde el 2021 |
| Voleibol de playa  | Desde el 2021 |

## Medallero histórico
| Puesto            | País                   | Oro | Plata | Bronce | Total |
| ----------------- | ---------------------- | --- | ----- | ------ | ----- |
| 1                 | Brasil                 | 59  | 49    | 56     | 164   |
| 2                 | Colombia               | 48  | 34    | 63     | 145   |
| 3                 | Estados Unidos         | 47  | 29    | 38     | 114   |
| 4                 | México                 | 46  | 78    | 48     | 172   |
| 5                 | Cuba                   | 29  | 19    | 22     | 70    |
| 6                 | Argentina              | 19  | 22    | 32     | 73    |
| 7                 | Ecuador                | 15  | 14    | 24     | 53    |
| 8                 | Chile                  | 12  | 15    | 31     | 58    |
| 9                 | Puerto Rico            | 8   | 4     | 8      | 20    |
| 10                | Uruguay                | 8   | 3     | 3      | 14    |
| 11                | Venezuela              | 7   | 8     | 21     | 36    |
| 12                | Perú                   | 6   | 15    | 14     | 35    |
| 13                | República Dominicana   | 5   | 8     | 10     | 23    |
| 14                | Canadá                 | 4   | 1     | 5      | 10    |
| 15                | Paraguay               | 2   | 4     | 4      | 10    |
| 16                | Costa Rica             | 2   | 3     | 5      | 10    |
| 17                | Aruba                  | 2   | 1     | 0      | 3     |
| 18                | Guatemala              | 1   | 5     | 10     | 16    |
| 19                | Bolivia                | 1   | 1     | 2      | 4     |
| 20                | El Salvador            | 0   | 3     | 5      | 8     |
| 21                | Trinidad y Tobago      | 0   | 1     | 1      | 2     |
| 22                | Bermudas               | 0   | 1     | 0      | 1     |
| 22                | Granada                | 0   | 1     | 0      | 1     |
| 22                | Guyana                 | 0   | 1     | 0      | 1     |
| 22                | Nicaragua              | 0   | 1     | 0      | 1     |
| 22                | San Cristóbal y Nieves | 0   | 1     | 0      | 1     |
| 27                | Panamá                 | 0   | 0     | 5      | 5     |
| 28                | Bahamas                | 0   | 0     | 1      | 1     |
| 28                | Barbados               | 0   | 0     | 1      | 1     |
| 28                | Honduras               | 0   | 0     | 1      | 1     |
| 28                | Santa Lucía            | 0   | 0     | 1      | 1     |
| Total (31 países) | Total (31 países)      | 321 | 322   | 411    | 1054  |